# Cmurek
Cmurek (nemško Mureck) je manjše mesto na levem bregu reke Mure v Avstriji. Samo mesto leži ob vstopu v Apaško polje. Ob popisu prebivalstva leta 2010 je Cmurek imel 1571 prebivalcev.
Ugodna lega v smeri proti Gornji Radgoni in ob prehodu čez reko Muro ter obrambna lega gradu Cmurek na strmini na desnem bregu sta mu omogočila razvoj v regionalno središče. Cmurek je bil prvič omenjen leta 1145 kot Mörekke. Trg naj bi prvotno ležal na desni strani Mure, ki si je potem našla drugo strugo bližje vnožju Slovenskih goric. Tržne pravice je dobil že pred letom 1401. Do prve svetovne vojne je bil Cmurek naravno zaledje za bližnja naselja. Med obema vojnama je gospodarsko nazadoval.